# Guerre de 1658 contre les Indiens caraïbes

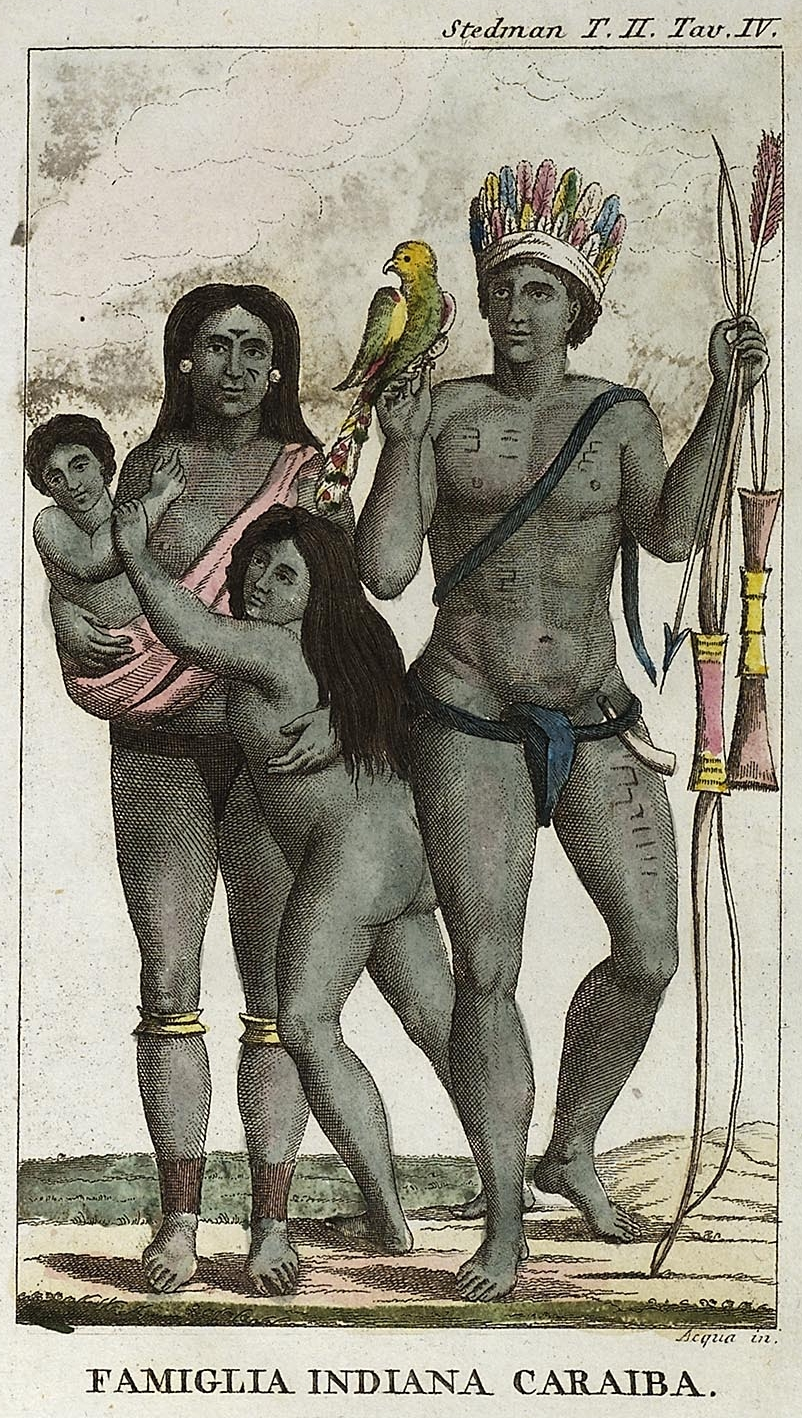
Représentation d'une famille caraïbe par John Gabriel Stedman.

La guerre de 1658 contre les Indiens caraïbes est un épisode fondateur de l'histoire de la Martinique car il s'est traduit dans les vingt ans qui ont suivi par un quasi doublement de la surface occupée par les colons français et une épuration ethnique de la population caraïbe présente sur cette île des Caraïbes depuis le XIIIe siècle. Elle intervient alors qu'un accord de paix avait été signé le 21 décembre 1657 à Saint-Pierre de la Martinique, après les affrontements de l'année 1654. Selon le Père Jean-Baptiste Du Tertre et Jean-Baptiste Labat, la guerre est motivée par le fait que de nombreux esclaves fugitifs se sont réfugiés dans la partie de l'île contrôlée par les indiens caraïbes.

## Histoire

### Origines

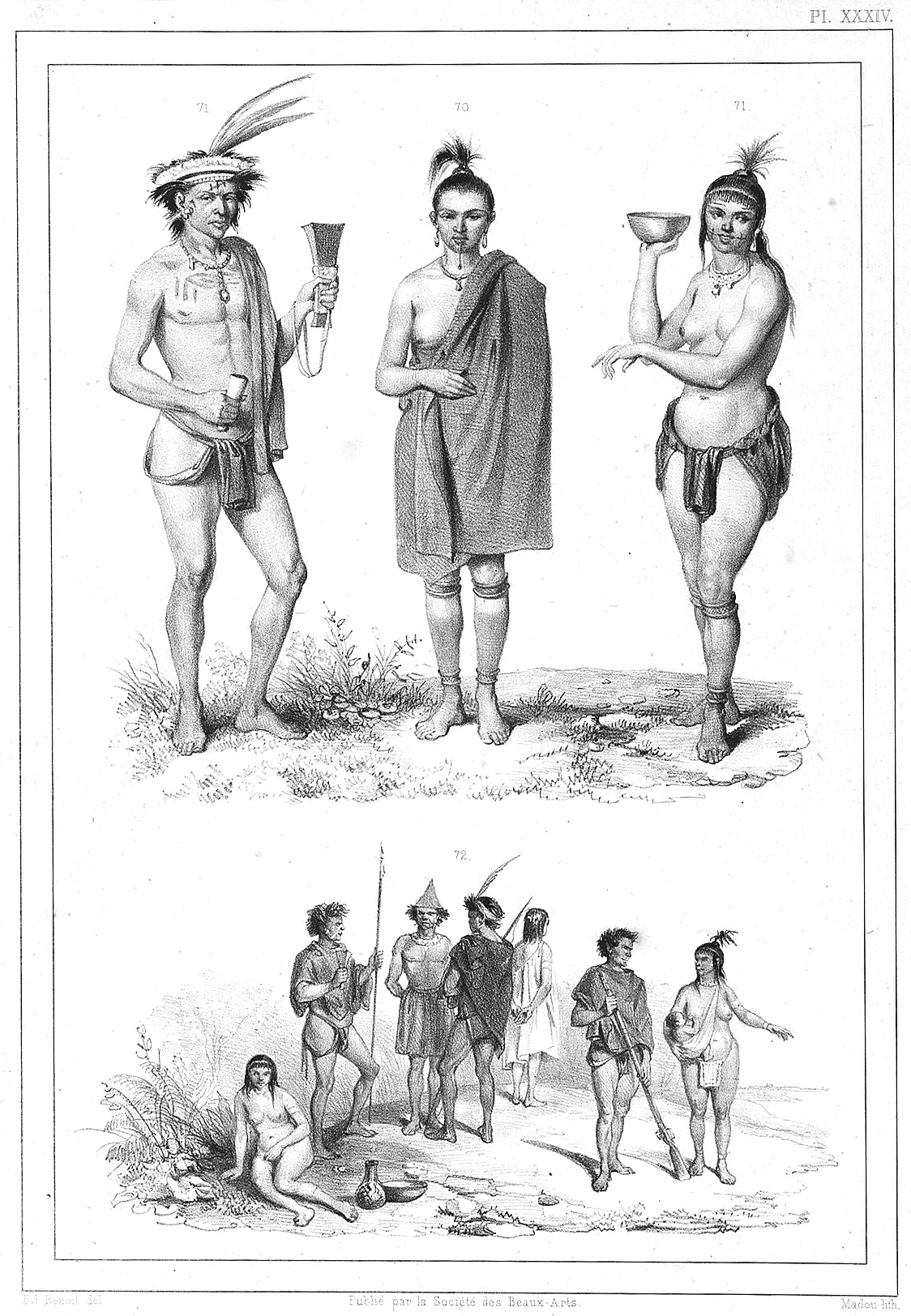
Illustration du peuple caraïbe, 19Ème siècle.

Le 15 septembre 1635, le flibustier français Pierre Belain d'Esnambuc débarque dans la rade de Saint-Pierre avec 150 colons français qui ont été chassés de l'île Saint-Christophe où ils étaient établis depuis 1625. Il installe ainsi la première colonie dans l'île de la Martinique, pour le compte de la couronne de France et de la Compagnie des îles d'Amérique. Les premiers établissements français en Martinique sont le Fort Saint-Pierre (actuelle ville de Saint-Pierre) fondé par d'Esnambuc, premier gouverneur général des Antilles françaises, et la ville du Fort-Royal (actuellement Fort-de-France) fondée par les gouverneurs De Baas et Blenac.

### Tensions durables entre communautés

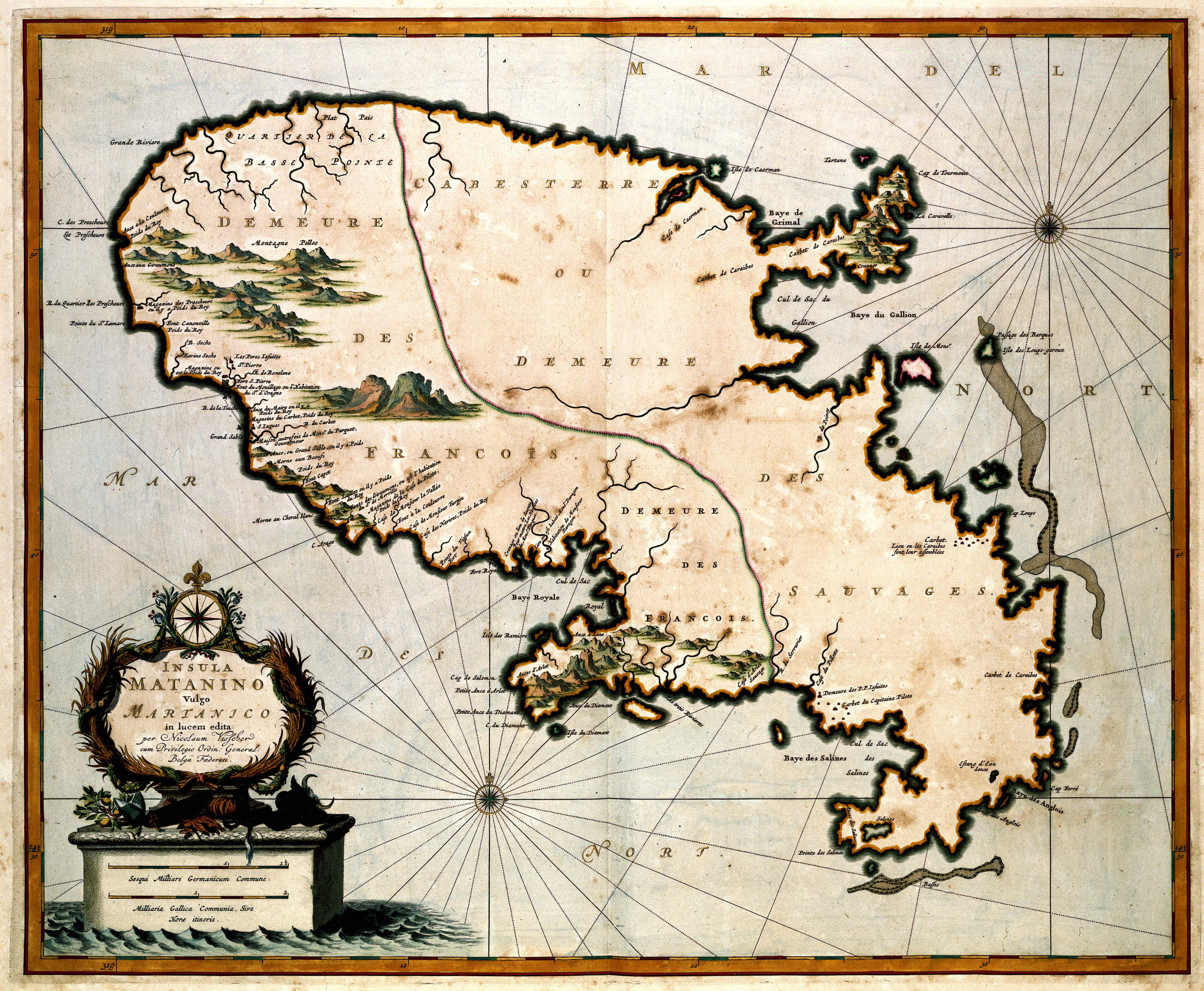
Carte de la Martinique datant de 1690 ; la partie occidentale est intitulée « demeure des Français » tandis que l'orientale est appelée « Cabesterre, ou demeure des sauvages ».

L'installation et l'expansion des Français créent des tensions et un conflit continu avec les autochtones, par accaparement des terres. Les Français ont repoussé les Caraïbes restants dans la moitié nord-est de l'île, la région nommée alors Cabesterre ou Capesterre (« Terres des caps »), qui recouvre le Nord atlantique et le centre de la Martinique et comprend les communes actuelles du François, du Robert, de Trinité, du Gros-Morne, de Sainte-Marie, du Marigot, du Lorrain, de Basse-Pointe et de Macouba. Une carte d'époque montre que la moitié de la Martinique est encore aux mains des Caraïbes en 1657.
L'arrivée croissante de colons français entraine un besoin supplémentaire de terres. La fertilité de la région où vivent encore les Caraïbes jusqu'en 1658 les attire. Le conflit vient aussi du fait que les colons reprochent aux Caraïbes d'accueillir des esclaves marrons, mais il est surtout lié au conflit pour la succession au poste de gouverneur de la Martinique.

### Évènements de 1658
En 1658, à la mort du général Jacques Dyel du Parquet, acheteur de l'île en 1651, Marie-Bonnard, sa veuve, entreprend des démarches pour assurer la possession de l'île à ses fils Jean-Jacques Dyel d'Esnambuc (huit ans) et Louis Dyel du Parquet (cinq ans) et se fait nommer régente, s'attirant la haine des colons normands.
Les mécontents, dirigés par Médéric Rolle sieur de Gourselas, choisi en 1653 par du Parquet comme lieutenant, forcent Mme du Parquet à expulser son bras droit M. de Maubrey vers Antigua, puis l'emprisonnent, mais la cohabitation avec les Caraïbes dégénère. 

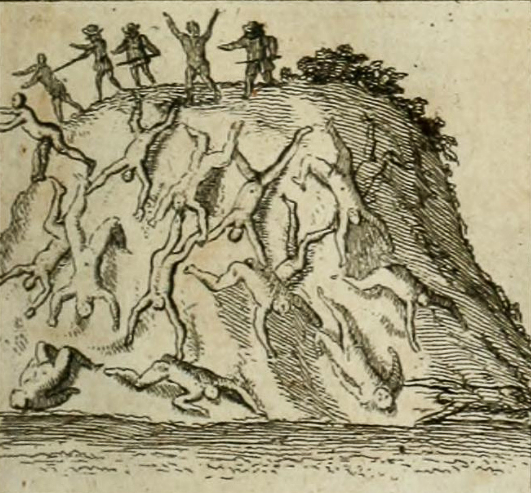
Attaque des colons européens contre les autochtones caraïbes.

À la suite d'une altercation, il est convenu d'attaquer avec six cents hommes les Caraïbes qui ont constamment occupé la Capesterre, avec la bénédiction du Père Bonin, supérieur des Jésuites, et du Père Boulogne, dominicain. Jésuites et Dominicains conviennent que toutes les futures paroisses dans cette partie de l'île reviendraient à l'ordre de ceux qui arriveraient les premiers. Les Jésuites arrivent par la mer et les Dominicains par voie terrestre, et l'avantage revient à ces derniers.

## Conséquences
Cette guerre se solde par l'expulsion de la plupart des Caraïbes de la Martinique. Beaucoup sont tués, et les rescapés sont emmenés en captivité et expulsés de l'île où certains reviennent. Certains fuient vers la Dominique ou Saint-Vincent, où les Français acceptent de les laisser en paix. Selon la légende, certains parmi les derniers Caraïbes de la Martinique se suicident en se jetant du haut d'un promontoire : le tombeau des Caraïbes. Le 31 mars 1660, un nouveau traité de paix, pour l'ensemble des îles, est signé à Basse-Terre en Guadeloupe par les Français représentés par Charles Houël avec les quelques Caraïbes restants. 
Après la victoire contre les Caraïbes, Médéric Rolle sieur de Gourselas fait arrêter ses lieutenants, Beausoleil, les deux frères Vigeon et de Plainville.
Plusieurs militaires qui se sont illustrés dans cette guerre dans les rangs de la milice reçoivent ensuite des terres, comme Pierre Dubuc de Rivery qui fonde ensuite une dynastie de planteurs de sucre dans la région de La Trinité.